# Belejringen af Nykøbing Falster
Belejringen af Nykøbing eller belejringen af Nykøbing Slot var en svensk belejring af Nykøbing Slot, Falster under den dansk-hanseatiske krig (1361–1370). Belejringen endte med en svensk sejr, selvom danskerne formåede at opnå et fordelagtigt overgivelsesvilkår.

## Baggrund
I 1367 angreb Kölner-konføderationen sammen med Holsten og Sverige Danmark. Albrecht af Mecklenburg førte succesfulde felttog i Skåne og indtog Lund, Ystad og Simrishamn. Herfra lovede Albrecht at iværksætte en ekspedition mod de danske øer, men han kunne ikke deltage på grund af sår eller sygdom. I stedet blev det Albrechts søn, hertug Henrik, som ledte den samlede svensk-hanseatiske ekspedition.

## Krigstogt og belejring
Det første mål var øen Møn, hvor byen Stege faldt. Herefter rykkede svenskerne videre til Falster, hvor de begyndte belejringen af Nykøbing Slot. Slottets leder, Henning Aldestorf, forsvarede borgen tappert, men måtte overgive sig den 15. august. På grund af hans tapre indsats tillod hertug Henrik dog, at han kunne beholde slottet, hvis forstærkninger fra Valdemar Atterdag ankom inden næste Mikkelsdag. Hvis forstærkningerne ikke var ankommet inden da, ville den mecklenburgske Fikke Moltke overtage slottet som vasal under Albrecht af Sverige.

## Efterspil
Formentlig ankom der ingen danske forstærkninger, da Fikke Moltke i 1370 anerkendte sit pant til Albrecht af Sverige. Med den formodede overtagelse af Falster fortsatte de svenske tropper deres plyndringer på Lolland.